# Венесуэльско-сьерра-леонские отношения
Венесуэльско-сьерра-леонские отношения — двусторонние дипломатические отношения между Венесуэлой и Сьерра-Леоне. Отношения были установлены 29 октября 1990 года.

## История отношений
Отношения между странами были установлены 29 октября 1990 года.
27 сентября 2009 года Сьерра-Леоне и Венесуэла подписали соглашение о сотрудничестве в области энергетики в Порламаре, Венесуэла.
В период с 16 по 18 апреля 2012 года вице-президент Экономического сообщества стран Западной Африки (ЭКОВАС) Тога Макинтош совершил официальный визит в Венесуэлу, в ходе которого встретился с министром здравоохранения Венесуэлы Марией Эухенией Садр. В ходе визита был подписан меморандум о взаимопонимании между Венесуэлой и ЭКОВАС с целью предоставления аспирантских стипендий врачам из стран-членов ЭКОВАС для обучения в Венесуэле. В соглашении Венесуэла пообещала предоставить по три стипендии каждой стране-члену, включая Сьерра-Леоне.
В марте 2022 года в рамках второго Форума дипломатии Анталии министры иностранных дел Венесуэлы и Сьерра-Леоне Феликс Пласенсиа и Дэвид Фрэнсис провели рабочую встречу.
12 марта 2022 правительство Венесуэлы укрепило сотрудничество в различных областях с правительством Сьерра-Леоне и правительством Суринама.

## Дипломатические миссии
- У Венесуэлы есть аккредитированное посольство в Абудже[4], Нигерия
- У Сьерра-Леоне есть аккредитированное Посольство в Вашингтоне[5], США